# Azamat Mukanov
Azamat Mukanov, né le 1er janvier 1991, est un judoka kazakh en activité évoluant dans la catégorie des moins de 66 kg. 

## Biographie
Aux Championnats du monde de judo 2013 à Rio de Janeiro, il obtient la médaille d'argent, après avoir été battu en finale sur ippon par le Japonais Masashi Ebinuma.

## Palmarès
| Année | Compétition           | Lieu           | Résultat | Catégorie      |
| ----- | --------------------- | -------------- | -------- | -------------- |
| 2013  | Championnats d'Asie   | Bangkok        | 3e       | Moins de 66 kg |
| 2013  | Championnats du monde | Rio de Janeiro | 2e       | Moins de 66 kg |